# Luis Montoto
Luis Montoto Rautenstrauch (Sevilla, 18 de enero de 1851-ibidem, 30 de septiembre de 1929) fue un escritor, paremiólogo y folclorista español.

## Biografía

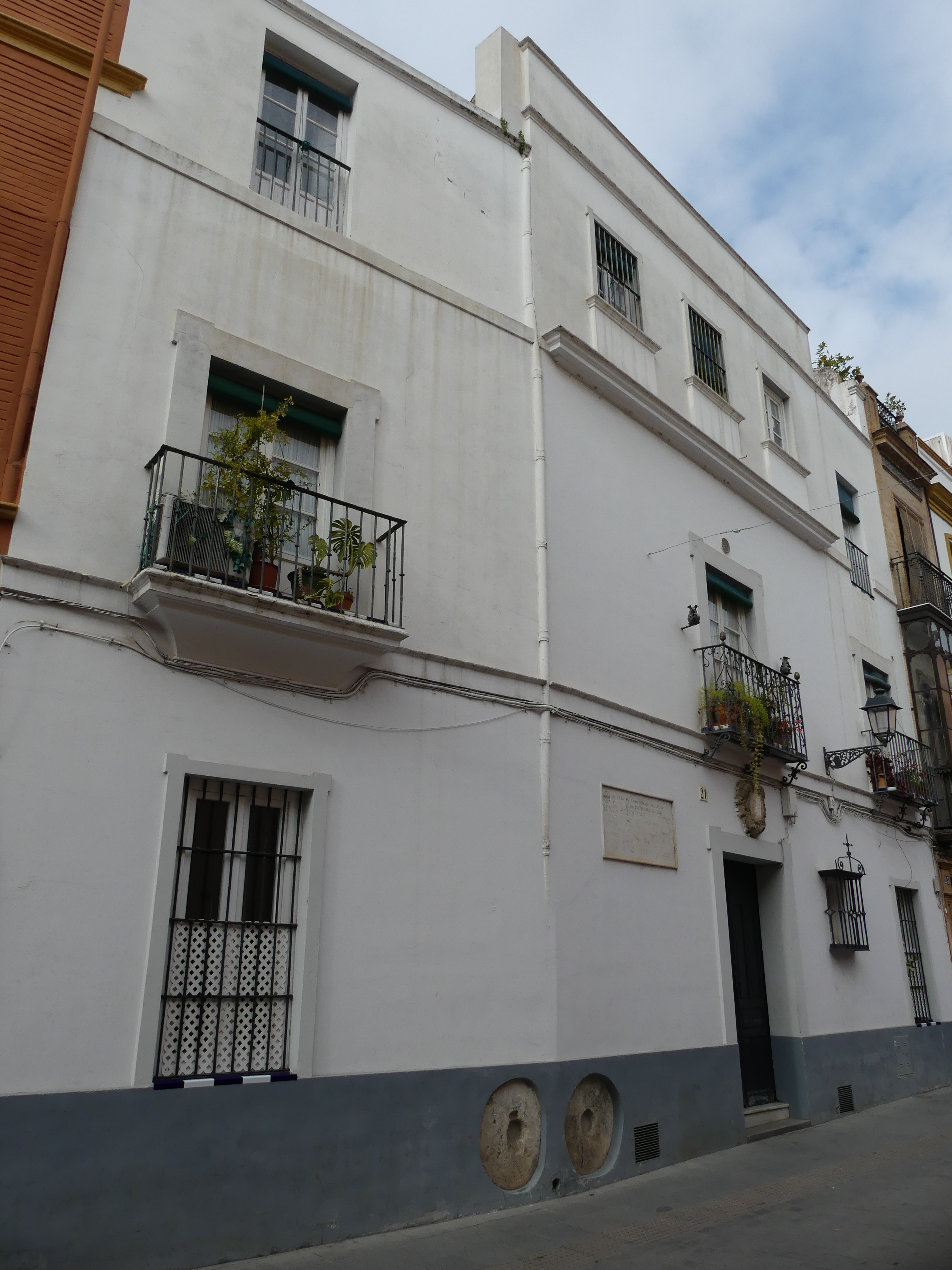
Casa donde vivió Luis Montoto. Calle Mateos Gago de Sevilla.

Segundo hijo del abogado, historiador y periodista legitimista José María Montoto López Vigil y de María de los Ángeles Rautenstrauch y Giovanelli, estudió Ingeniería en Madrid y se graduó en Derecho por la Universidad de Sevilla. Fue redactor de El Español, el cual estaba dirigido por su tío Antonio María Otal Vázquez, y despuntó como escritor ingenioso, castizo y popular, utilizando a veces el pseudónimo de "Luis Miranda". Se casó con Asunción de Sedas y Vigueras en Utrera el 25 de agosto de 1878, con la cual tuvo siete hijos: José Luis, Diego, Luis, María, Alejandro, Santiago y Cástor. 
Luis Montoto fue notario eclesiástico, concejal del Ayuntamiento de Sevilla y cronista oficial de la ciudad, miembro del Ateneo de Sevilla y secretario perpetuo de la Real Academia de Buenas Letras de Sevilla. Amigo del escritor Antonio Machado Álvarez, colaboró con él en la publicación de la Biblioteca de Tradiciones Populares (1883-1888) sobre folclore. Luchó para que la cultura popular recibiera reconocimiento académico. Hoy lleva su nombre una avenida de Sevilla, antigua calzada romana, conocida previamente como Avenida de Oriente. También tiene una glorieta dedicada en el parque de María Luisa de Sevilla, por iniciativa de los hermanos Serafín y Joaquín Álvarez Quintero, proyectada por el arquitecto municipal Luis Gómez Estern.

## Obras
- Obras completas de Luis Montoto y Rautenstrauch Sevilla, 1909-1914 (Imp. de "El Correo de Andalucía"). Cuatro vols. I. De Reliteraria - Anécdotas, críticas, artículos, etc. II. Noches de luna - Poesías. III. Estafeta literaria. IV. Algo que se va (cuentos y artículos).

### Obras paremiológicas
- Personajes, personas y personillas que corren por las tierras de ambas Castillas Sevilla, 1911 (Imp. de "El Correo de Andalucía"); segunda edición Sevilla: Gironés, 1921
- Un paquete de cartas, de modismos, locuciones, frases hechas, frases proverbiales y frases familiares. Sevilla, 1888 (Oficina Tipográfica)

### Ensayo
- Fruta seca: prólogos, discursos y artículos literarios. Sevilla, 1899 (Estab. Tip. Monsalves).
- De Re Literaria. Sevilla: Librería de San José , [1909].
- Estafeta literaria. Sevilla, 1913 (Imp. de A. Saavedra).
- Tiquis miquis. Al licenciado Don José Gestoso y Pérez. Carta. Madrid: Fernando Fé, 1890.
- Carta para mi nieta Asunción Montoto y Valero cuando cumpla 15 años. Postdata del Sr. D. Juan F. Muñoz y Pabón. Sevilla, 1911 (Imp. del Correo de Andalucía).
- Montoto y otros, Casas y calles de Sevilla. Sevilla: Libanó, 2001.
- Costumbres populares andaluzas. Sevilla: Renacimiento, 1998; otra edición San Sebastián: Roger, 2000.
- Con Manuel Cano, Crónica de la Capital. Gacetilla escrita en prosa y verso. Sevilla: Francisco Álvarez, 1870.
- Con José Gestoso, Noticias inéditas de impresores sevillanos. Sevilla: María Daguerre-Dospital y Buisson, 1924 (Sevilla: Gómez Hnos).
- «Costumbres populares andaluzas», en Folclore español; Biblioteca de las tradiciones populares españoles, Vols. I y IV (1844).
- Crónicas sevillanas. Sevilla: Castillejo, 1997.
- Excmo. Sr. D. Manuel Gómez Imaz. Discurso necrológico escrito en cumplimiento de acuerdo de la Real Academia Sevillana de Buenas Letras por el Secretario 1º de la misma. Sevilla, s. n., s. a., pero 1923.
- Monumento a San Fernando. Sevilla: Enrique Piñal, 1924.
- De Cervantes y Sevilla. Crónica 1616-1916. Sevilla, 1916 (Tip. de Gironés).
- Los corrales de vecinos: costumbres populares andaluzas. Introducción S. Rodríguez, Sevilla: Ayuntamiento de Sevilla, 1981.
- La calle de las Sierpes; prólogo de Daniel Pineda Novo. Sevilla: Asociación Sierpes, 1982.
- La calle de San Fernando y la fábrica de tabacos: cartas al Sr. D. Federico de Amores, Conde de Urbina. Sevilla, 1919] (Tall. Tip. Gironés)
- Nuevos nombres de calles sevillanas. Sevilla, 1952 (Imp. Municipal)
- ¡Toros en Sevilla! ¡Toros! Madrid: Unión de Bibliófilos Taurinos, 1959
- Necrología del señor D. Carlos Giménez-Placer y Echevarria escrita y publicada en cumplimiento de acuerdo de la Real Academia Sevillana de Buenas Letras. Sevilla, 1897 (Tip. de la Revista de Tribunales)

### Poesía
- A la lumbre del hogar. Poesías De Don Luis Montoto y Rautenstrauch. Sevilla: E. Rasco, 1890
- Algo que se va [Aguinaldo literario]. Sevilla, 1910 (Estº Tipº de El Correo de Andalucía).
- Versos de antaño: la musa popular. Trébol. Sevilla, 1916 (Imp. de La Exposición)
- Poesías. Madrid: Librería de Fernando Fé, 1886
- Canto a Sevilla. (1895) Premio de los primeros Juegos Florales de Sevilla
- Sevilla. Sevilla, 1896 (Tip... Salesianas)
- La sevillana. Para el álbum de la hija del Señor Marqués de Xerez de los Caballeros. Sevilla, 1895 (Tip. Revista de Tribunales)
- Poemas y cantares. Sevilla, 1915 (Imp. de A. Saavedra)
- Pequeños poemas. Sevilla: Francisco Álvarez y Cª, Editores, 1877 Establecimiento tipogréfico de los mismos)
- Noches de luna: Poesías. Sevilla, 1898 (Imp. de E. Rasso)
- La Musa Popular: Cantares glosados. Sevilla: E. Rasco, 1893
- Mis últimos versos: Velut umbra. Sevilla: Gironés, 1920.
- Historia de muchos Juanes. (romances) Prólogo de Francisco Rodríguez Marín. Sevilla, 1898 (Est. Tip. de Francisco de P. Díaz). Otra edición con el título Historia de muchos Juanes: Desde el cortijo. Poesías varias. Sevilla, 1915 (Imp. de A. Saavedra), y en el mismo lugar y casa, 1916.
- Melancolía: Cantares de Luis Montoto. Sevilla: Rafael Baldaraque, 1872
- ¡Mercedes! Páginas en verso del Reinado de D. Alfonso XII. Sevilla: Carlos Santigosa, 1878 (José María Ariza).
- Flores del campo. Historia de muchos Juanes. La musa popular. Cantares. Poesías varias. Sevilla, 1894 (Tip. de la "Revista de Tribunales").
- Julián de San Pelayo, Una poesía de Luis Montoto con breves apuntes biográficos del mismo. Bilbao, 1892 (Tip. de José de Astuy).
- Las fiestas religiosas de Sevilla. El Corpus y la Inmaculada. Romance. Sevilla, 1893 (Imp. Enrique Rasco).
- Hispania Mater. Sevilla: Francisco de P. Díaz, 1900.
- Desde el cortijo. Sonetos... hasta cierto punto. Por don Lorenzo de Miranda [seud.]. Sevilla: Francisco de P. Díaz , 1896.
- El regreso. Sevilla: Francisco Álvarez y Cia., 1879, segunda edición 1892.

### Teatro
- Con Manuel Cano y Cueto, La trasmigración de las almas: disparate mayúsculo en un acto. Sevilla, 1889 (impr. de Hijos de Fe).
- Con José de Velilla, El último día: cuadro dramático en un acto y en verso. Sevilla, 1874 (Imp. de Salvador Acuña y Compañía).
- Con José de Velilla y Rodríguez, Torrigiano: cuadro dramático en un acto y en verso.
- Con Manuel Cano y Cueto, "Crónica de la capital", en Revista de Sevilla. Sevilla, 1870 (Francisco Álvarez y Cª impresores de los Señores Duques de Montpensier).
- La Canción de Chantecler: Bagatela cómico-lírica en prosa. Música de Prudencio Muñoz. Madrid: R. Velasco, 1910

### Narrativa
- Los cuatro ochavos. Sevilla, 1901 (Tip. de la Revista de Tribunales)
- "En aquel tiempo..." Vida y milagros del magnífico caballero Don Nadie. Madrid: Renacimiento, 1929 (Cª Gral. de Artes Gráficas).
- Relación del caso famoso acaecido en esta ciudad de Sevilla a un Duque y a un Marqués, bibliófilos recalcitrantes. Escribela D. Lorenzo de Miranda [seud.]. Sevilla, 1898 (Imp. Revista de Tribunales).
- El duro del vecino. Novela. Sevilla: Monsalves, 1903.
- La capa del estudiante.
- Fuegos fatuos (cuentos, costumbres y anécdotas). Madrid: Biblioteca Patria, s. a.